# Paul Ronzheimer

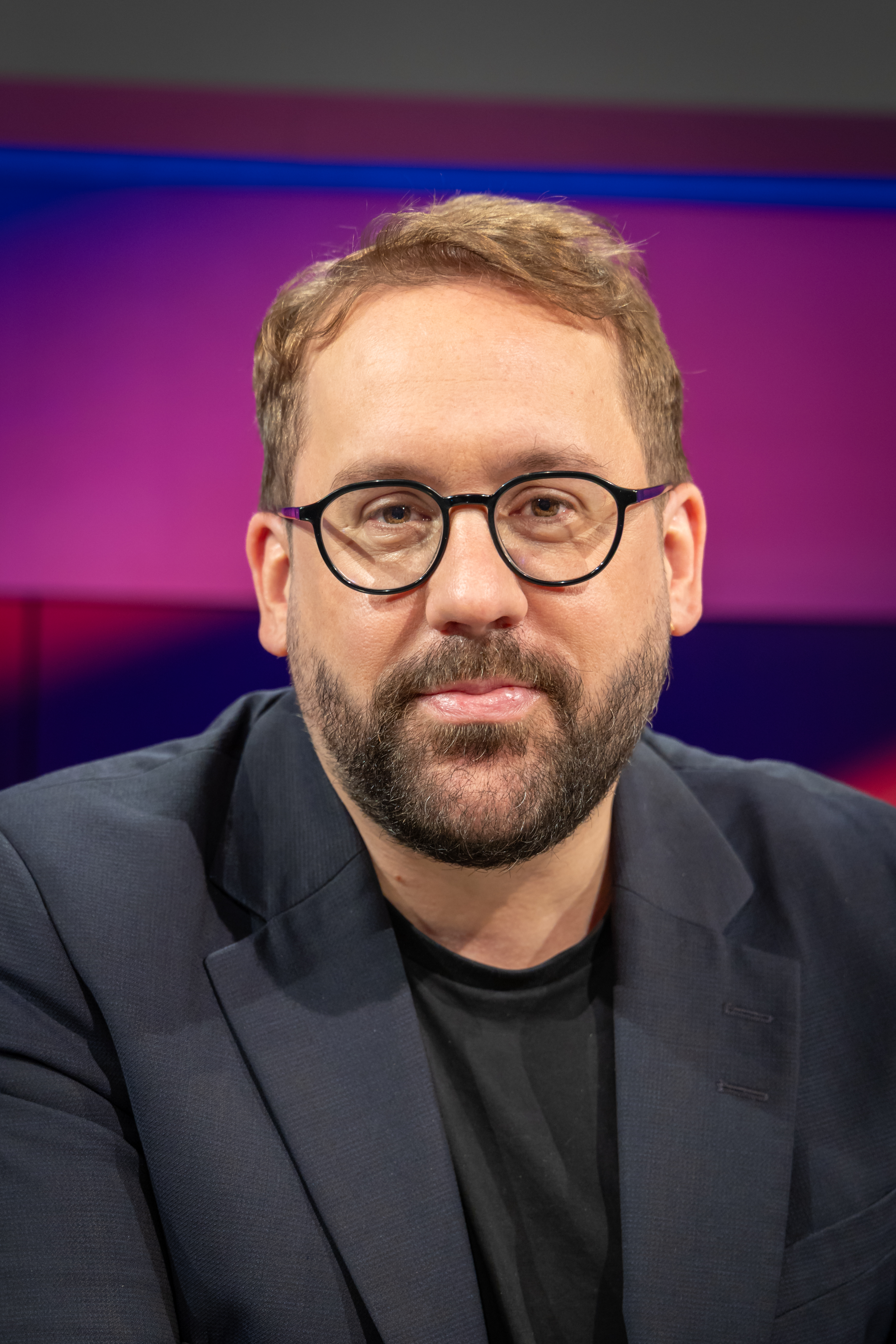
Paul Ronzheimer bei der Sendung Maischberger (2025)

Paul Ronzheimer (* 26. Juli 1985 in Aurich) ist ein deutscher Journalist, Kriegsreporter, Buchautor, TV-Moderator und Podcaster. Er ist stellvertretender Chefredakteur der Boulevardzeitung Bild.

## Leben
Ronzheimer wuchs in Ostfriesland auf. Nach dem Abitur auf dem Gymnasium Ulricianum in Aurich und einem Volontariat bei der Emder Zeitung arbeitete er dort ab 2005 als Redakteur. 2008 schrieb er sich bei der Axel-Springer-Akademie ein und arbeitete von 2009 bis 2011 als Parlamentskorrespondent von Bild in Berlin. Ab 2012 war er Chefreporter im Ressort für Politik und trat vor allem als Berichterstatter aus Kriegs- und Krisengebieten in Erscheinung. So berichtete er aus Griechenland, der Ukraine (über den Krieg im Donbas), Libyen (über den Sturz Muammar Gaddafis), der Türkei, Syrien (über die Schlacht um Kobanê), Afghanistan, Irak und aus dem Bergkarabach-Krieg, wo Aserbaidschan insbesondere im Rahmen des Bergkarabach-Konflikts Zivilgebiete unter Beschuss genommen hat. 
2019 wurde Ronzheimer stellvertretender Chefredakteur von Julian Reichelt mit Zuständigkeit insbesondere für Reportagen. 2018 veröffentlichte er eine Biografie über den damaligen österreichischen Bundeskanzler Sebastian Kurz, für die ihm dieser Zugang zu seiner Familie gewährte. Ronzheimer ist regelmäßig als Moderator von Bewegtbildformaten von Bild zu sehen, die ab August 2021 im linearen Fernsehen auf Bild TV gezeigt wurden und seit Einstellung des TV-Senders im Dezember 2023 nur noch über TV-Apps und Streaming-Plattformen ausgestrahlt werden.
Seit dem russischen Überfall auf die Ukraine 2022 berichtet Ronzheimer als Live-Reporter aus der Ukraine. Am 22. Juni 2022 gerieten Ronzheimer und sein Team in Lyssytschansk unter Beschuss. Alle Beteiligten blieben unverletzt. Bei seiner Berichterstattung über die israelische Bodenoffensive im Südlibanon 2024 wurde er im Oktober 2024 festgehalten und verschleppt, nachdem er für einen israelischen Fernsehsender berichtet hatte, was im Libanon nicht erlaubt ist.
2023 wurde Ronzheimer zum „markenübergreifenden journalistischen Gesicht“ von Axel Springer befördert. Ronzheimer ist mit seinen Recherchen, Reportagen und Live-Berichten u. a. auch bei „Welt“ und „Politico“ präsent. Seit August 2023 ist Ronzheimer Gastgeber des Gesprächspodcasts RONZHEIMER., der einer der meistgehörten deutschsprachigen Nachrichtenpodcasts ist (Stand: 2024).
Seit 2024 präsentiert Ronzheimer in Sat.1 und bei Joyn seine eigene Reportage-Reihe „Ronzheimer - wie gehts, Deutschland?“, bei der es um Themen wie Migration, Rechtsruck und Wirtschaft geht. 2024 und 2025 wurden bislang insgesamt drei Folgen jeweils montags in der Prime-Time um 20.15 Uhr ausgestrahlt. Ronzheimer moderierte 2025 am Vorabend der Wahl das „Bürger-Speed-Dating“ mit drei Kanzlerkandidaten bei Sat.1 und Pro 7.

## Rezeption
Im Juni 2019 sorgte Ronzheimer für Aufsehen, als er – selbst offen schwul lebend – im Zuge der Auslandsreise des damaligen deutschen Außenministers Heiko Maas bei einer Pressekonferenz den iranischen Außenminister Mohammed Dschawad Sarif zur Todesstrafe gegen homosexuelle Menschen befragte.
Im Oktober 2021 wurde er unter anderem von der CDU-Politikerin Karin Prien dafür kritisiert, Indiskretionen aus den Sondierungsgesprächen nach der Bundestagswahl 2021 unter dem Schlagwort „Handyalarm“ zu veröffentlichen: Ronzheimer hatte bei Bild TV regelmäßig live aus Textnachrichten von beteiligten Politikern zitiert. Prien forderte daraufhin ein Handyverbot in Sitzungen.
Die Wochenzeitung Die Zeit bezeichnete Ronzheimer im Mai 2022 als einen der „weltweit bekanntesten Kriegsreporter“. 2022 kritisierten im Vorfeld der Verleihung des Deutschen Fernsehpreises mehrere Stimmen, dass er trotz seiner breit rezipierten Berichterstattung nicht auf der Shortlist stand.
Ronzheimer ist regelmäßiger Gast in deutschen Talkshows wie „Markus Lanz“, „Maischberger“, „ARD-Presseclub“ oder „Hart aber fair“.

## Auszeichnungen (Auswahl)
- 2011 erhielt Ronzheimer gemeinsam mit Nikolaus Blome den Herbert-Quandt-Medienpreis für die fünfteilige Artikelserie Geheimakte Griechenland.

- 2016 Für seine Reportage über vier Syrer, deren Reise im Zuge der Flüchtlingskrise 2015 nach Deutschland er begleitete und in Echtzeit mit der App Periscope übertragen hatte, wurde ihm 2016 der Axel-Springer-Preis verliehen.[25][26][27]

- Im November 2022 verlieh ihm der ukrainische Präsident Wolodymyr Selenskyj per Dekret den ukrainischen Verdienstorden dritter Klasse,[28][29][30] den Ronzheimer nach eigener Aussage nicht angenommen hat.[31]

- 2022 Zusammen mit Katrin Eigendorf (ZDF) wurde Ronzheimer von der Fachzeitschrift medium magazin als „Journalistin & Journalist des Jahres 2022“ ausgezeichnet.[32]

- Im Jahr 2024 wurde Ronzheimer mit dem Werner-Holzer-Preis für Auslandsjournalismus in Frankfurt ausgezeichnet.

## Veröffentlichungen
- Sebastian Kurz. Die Biografie. Verlag Herder, Freiburg/Basel/Wien 2018, ISBN 978-3-451-39977-0 (191 S.).